# Corynosoma villosum
Corynosoma villosum är en hakmaskart som beskrevs av Van Cleave 1953. Corynosoma villosum ingår i släktet Corynosoma och familjen Polymorphidae. Inga underarter finns listade i Catalogue of Life.